# Прести, Филипп
Фили́пп Прести́ (фр. Philippe Presti; род. 26 июня 1965, Аркашон) — французский яхтсмен, участник двух летних Олимпийских игр, двукратный чемпион мира в классе «Финн».

## Спортивная биография
В 1996 году Филипп дебютировал на летних Олимпийских играх. В соревнованиях в классе «Финн» Прести долгое время держался в десятке сильнейших, но в итоге откатился на 15-е место.
На летних Олимпийских играх 2000 года Прести принял участие в соревнованиях в классе «Солинг». Вместе с Паскалем Рамбо и Жан-Мари Дори Филипп смог дойти до первого раунда соревнований, где по итогам матчевых гонок выбыли из дальнейшей борьбы, заняв итоговое 10-е место.
Наибольших успехов в карьере Прести добился, выступая в классе «Финн». В 1993 и 1996 годах он дважды смог стать чемпионом мира в этом классе. В «Солинге» Филиппу удалось стать лишь серебряным медалистом мирового первенства, но в ноябре 1998 года ему удалось возглавить мировой рейтинг в классе «Солинг», а в классе «Финн» наилучшей позицией в рейтинге у Филиппа было второе место в апреле 1997 года.
В настоящее время является тренером USA-17, принимающей участие в Кубке Америки.